# Cascavel Esporte Clube
Il Cascavel Esporte Clube, noto anche semplicemente come Cascavel, era una società calcistica brasiliana con sede nella città di Cascavel, nello stato del Paraná.

## Storia
Il club è stato fondato il 19 dicembre 1979. Il Cascavel ha vinto il Campionato Paranaense nel 1980. Il club ha partecipato al Campeonato Brasileiro Série B nel 1981 e nel 1982 dove è stato eliminato alla prima fase in entrambe le edizioni. Il Cascavel ha partecipato al Campeonato Brasileiro Série C nel 1995 e nel 1996 dove è stato eliminato alla prima fase in entrambe le edizioni. Il club si fuse con il SOREC e il Cascavel S/A il 17 dicembre 2001 per formare il Cascavel Clube Recreativo.

## Palmarès

### Competizioni statali
- Campionato Paranaense: 1

1980